# Tritos
Tritos este un ciclu de eclipse de 3.986,63 de zile, adică de 11 ani minus 30 până la 31 de zile (10 ani și 11 luni).
El corespunde cu:
- 135 de luni sinodice;
- 146,50144 de luni draconitice (luni lunare);
- 11,50144 de ani de eclipse (23 de sezoane de eclipse);
- 144,68135 de luni anomalistice.

Civilizația Maya a utilizat calcule izvorâte din observațiile lor asupra ciclurilor eclipselor în care o perioadă de 3 tritos era aproximativ de 11.960 de zile, bazată pe 46 de perioade din calendarul lor tzolkin (de 46 × 260 de zile). Numărul de „luni anomalistice” incluse în această perioadă (144,68), are o fracție apropiată de 2/3, ceea ce înseamnă că fiecare eclipsă la 3 tritos distanță are loc aproximativ în aceeași poziție a orbitei eliptice lunare, în felul acesta aceste eclipse ale acestei succesiuni vor fi în general similare.